# 4349 Тібурсіо
4349 Тібурсіо (4349 Tibúrcio) — астероїд головного поясу, відкритий 5 червня 1989 року.
Тіссеранів параметр щодо Юпітера — 3,340.